# Lasseubetat
Lasseubetat (en béarnais La Sauvetat ou La Saubetat) est une commune française, située dans le département des Pyrénées-Atlantiques en région Nouvelle-Aquitaine.

## Géographie

### Localisation
La commune de Lasseubetat se trouve dans le département des Pyrénées-Atlantiques, en région Nouvelle-Aquitaine.
Elle se situe à 20 km par la route de Pau, préfecture du département, et à 16 km d'Oloron-Sainte-Marie, sous-préfecture.
Les communes les plus proches sont : 
Buziet (4,0 km), Buzy (4,2 km), Ogeu-les-Bains (4,6 km), Rébénacq (5,2 km), Bescat (5,8 km), Lasseube (5,8 km), Escou (6,4 km), Herrère (6,6 km).
Sur le plan historique et culturel, Lasseubetat fait partie de la province du Béarn, qui fut également un État et qui présente une unité historique et culturelle à laquelle s’oppose une diversité frappante de paysages au relief tourmenté.

### Communes limitrophes
Les communes limitrophes sont  Buziet, Buzy, Gan, Lasseube et Ogeu-les-Bains.
| Lasseube       |             |                           |
|                | Lasseubetat | Gan                       |
| Ogeu-les-Bains | Buziet      | Buzy (par un quadripoint) |

### Hydrographie

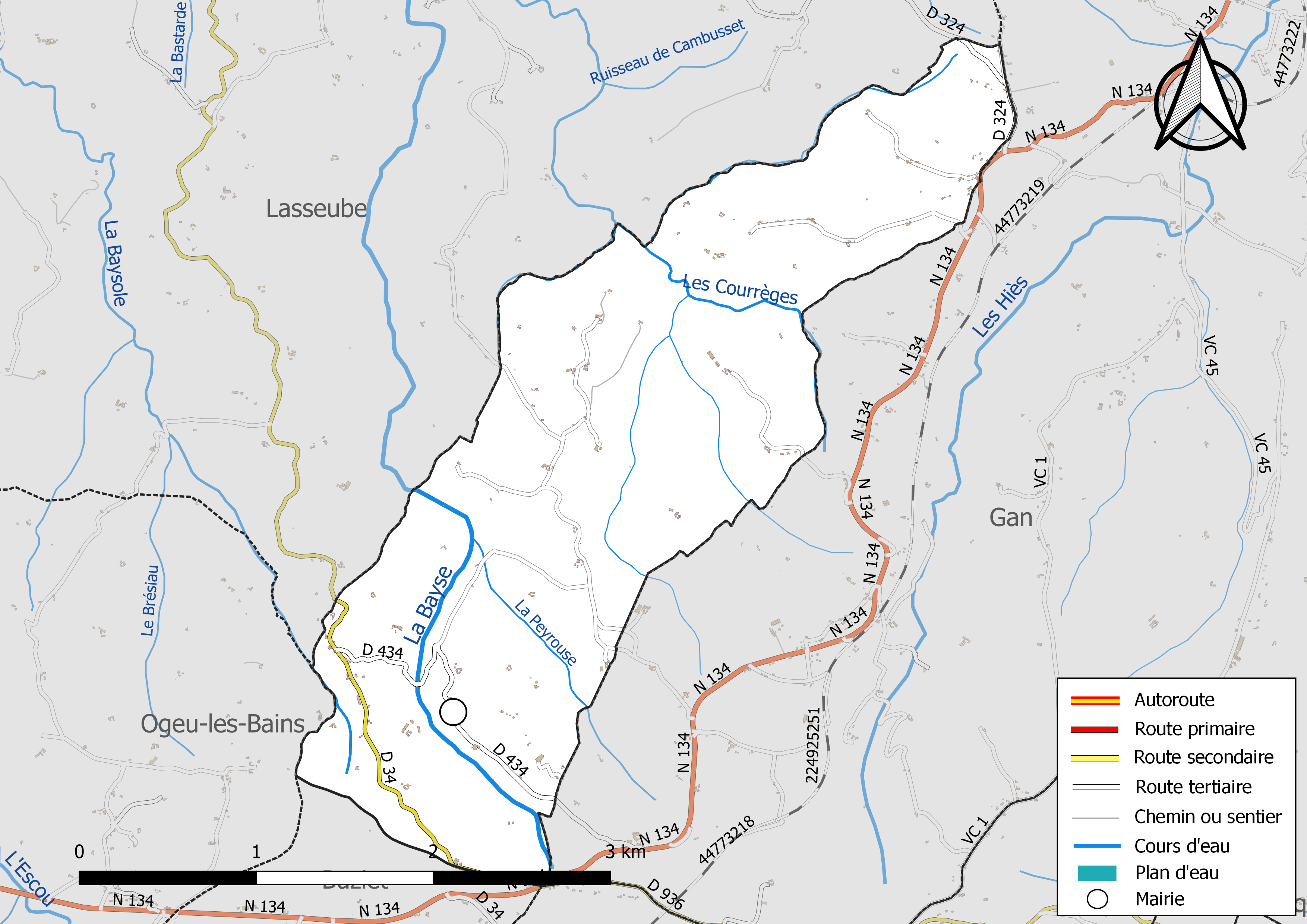
Réseaux hydrographique et routier de Lasseubetat.

La commune est drainée par la Baïse de Lasseube, la Baysole, Les Courrèges, la Peyrouse, et par divers petits cours d'eau, constituant un réseau hydrographique de 7 km de longueur totale,.
La Baïse de Lasseube, d'une longueur totale de 40,6 km, prend sa source dans la commune de Gan et s'écoule du sud-est vers le nord-ouest. Elle traverse la commune et se jette dans le gave de Pau à Abidos, après avoir traversé 14 communes.

### Climat
Pour des articles plus généraux, voir Climat de la Nouvelle-Aquitaine et Climat des Pyrénées-Atlantiques.
Historiquement, la commune est exposée à un climat de montagne.  
En 2020, Météo-France publie une typologie des climats de la France métropolitaine dans laquelle la commune est toujours exposée à un climat de montagne et est dans la région climatique Pyrénées atlantiques, caractérisée par une pluviométrie élevée (>1 200 mm/an) en toutes saisons, des hivers très doux (7,5 °C en plaine) et des vents faibles.
Pour la période 1971-2000, la température annuelle moyenne est de 12,8 °C, avec une amplitude thermique annuelle de 13,5 °C. Le cumul annuel moyen de précipitations est de 1 402 mm, avec 11,7 jours de précipitations en janvier et 9,2 jours en juillet. Pour la période 1991-2020, la température moyenne annuelle observée sur la station météorologique la plus proche, située sur la commune d'Oloron-Sainte-Marie à 12 km à vol d'oiseau, est de 13,1 °C et le cumul annuel moyen de précipitations est de 1 491,4 mm,. Pour l'avenir, les paramètres climatiques de la commune estimés pour 2050 selon différents scénarios d’émission de gaz à effet de serre sont consultables sur un site dédié publié par Météo-France en novembre 2022.

### Milieux naturels et biodiversité

#### Réseau Natura 2000
Le réseau Natura 2000 est un réseau écologique européen de sites naturels d'intérêt écologique élaboré à partir des Directives « Habitats » et « Oiseaux », constitué de zones spéciales de conservation (ZSC) et de zones de protection spéciale (ZPS).
Un site Natura 2000 a été défini sur la commune au titre de la « directive Habitats » : le « gave de Pau », d'une superficie de 8 194 ha, un vaste réseau hydrographique avec un système de saligues encore vivace,.

#### Zones naturelles d'intérêt écologique, faunistique et floristique
L’inventaire des zones naturelles d'intérêt écologique, faunistique et floristique (ZNIEFF) a pour objectif de réaliser une couverture des zones les plus intéressantes sur le plan écologique, essentiellement dans la perspective d’améliorer la connaissance du patrimoine naturel national et de fournir aux différents décideurs un outil d’aide à la prise en compte de l’environnement dans l’aménagement du territoire.
Une ZNIEFF de type 2 est recensée sur la commune, : 
les « coteaux et vallées "bocagères" du Jurançonnais » (20 986,16 ha), couvrant 23 communes du département.

## Urbanisme

### Typologie
Au 1er janvier 2024, Lasseubetat est catégorisée commune rurale à habitat très dispersé, selon la nouvelle grille communale de densité à sept niveaux définie par l'Insee en 2022.
Elle est située hors unité urbaine. Par ailleurs la commune fait partie de l'aire d'attraction de Pau, dont elle est une commune de la couronne,. Cette aire, qui regroupe 227 communes, est catégorisée dans les aires de 200 000 à moins de 700 000 habitants,.

### Occupation des sols

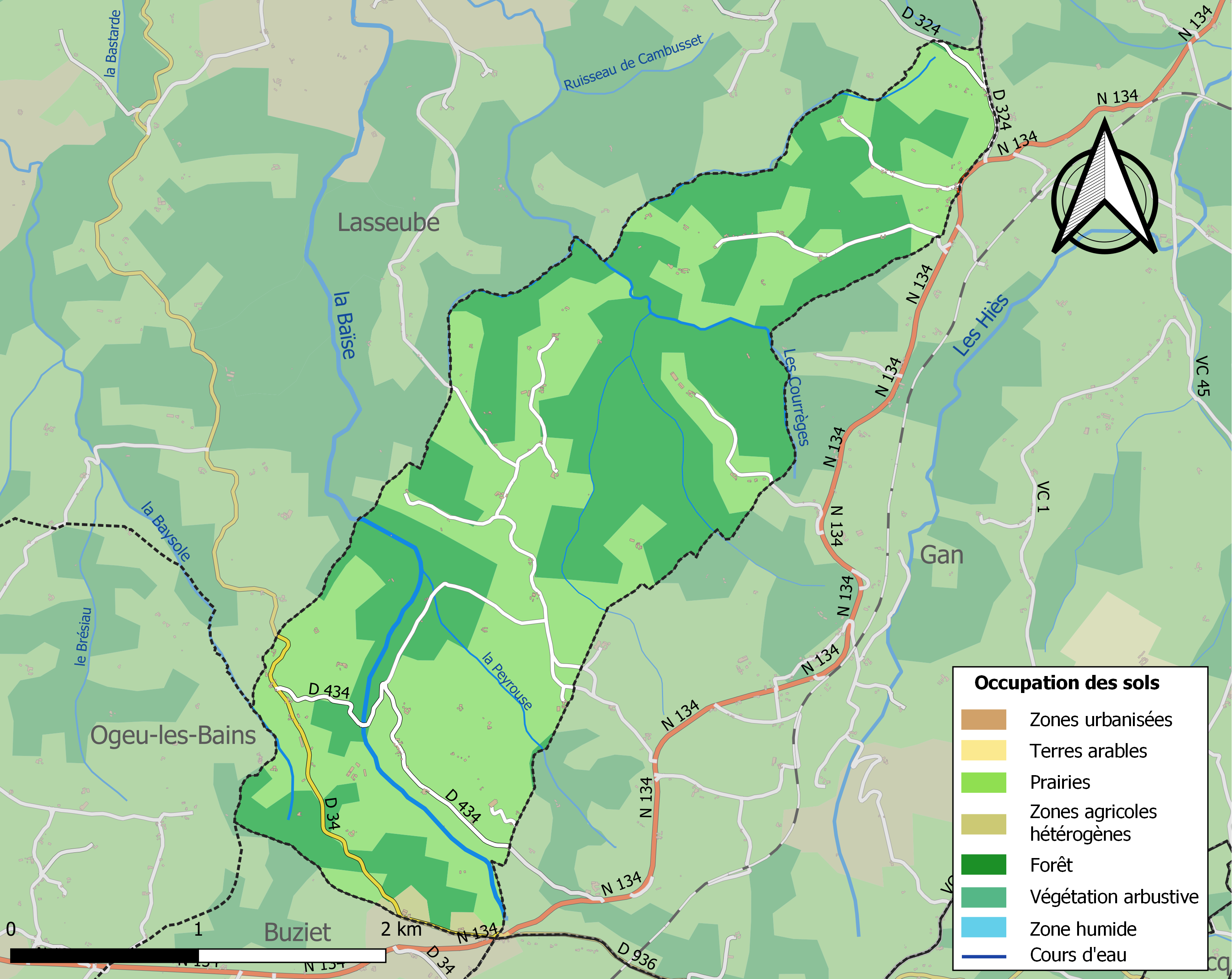
Carte des infrastructures et de l'occupation des sols de la commune en 2018 (CLC).

L'occupation des sols de la commune, telle qu'elle ressort de la base de données européenne d’occupation biophysique des sols Corine Land Cover (CLC), est marquée par l'importance des territoires agricoles (52,6 % en 2018), une proportion identique à celle de 1990 (52,6 %). La répartition détaillée en 2018 est la suivante : 
prairies (51,7 %), forêts (47,4 %), zones agricoles hétérogènes (0,9 %). L'évolution de l’occupation des sols de la commune et de ses infrastructures peut être observée sur les différentes représentations cartographiques du territoire : la carte de Cassini (XVIIIe siècle), la carte d'état-major (1820-1866) et les cartes ou photos aériennes de l'IGN pour la période actuelle (1950 à aujourd'hui).

### Lieux-dits et hameaux
- Le Bourg ;
- Le quartier du Milieu ;
- Bouillet ;
- Terrabust.

### Risques majeurs
Le territoire de la commune de Lasseubetat est vulnérable à différents aléas naturels : météorologiques (tempête, orage, neige, grand froid, canicule ou sécheresse) et séisme (sismicité moyenne). Un site publié par le BRGM permet d'évaluer simplement et rapidement les risques d'un bien localisé soit par son adresse soit par le numéro de sa parcelle.

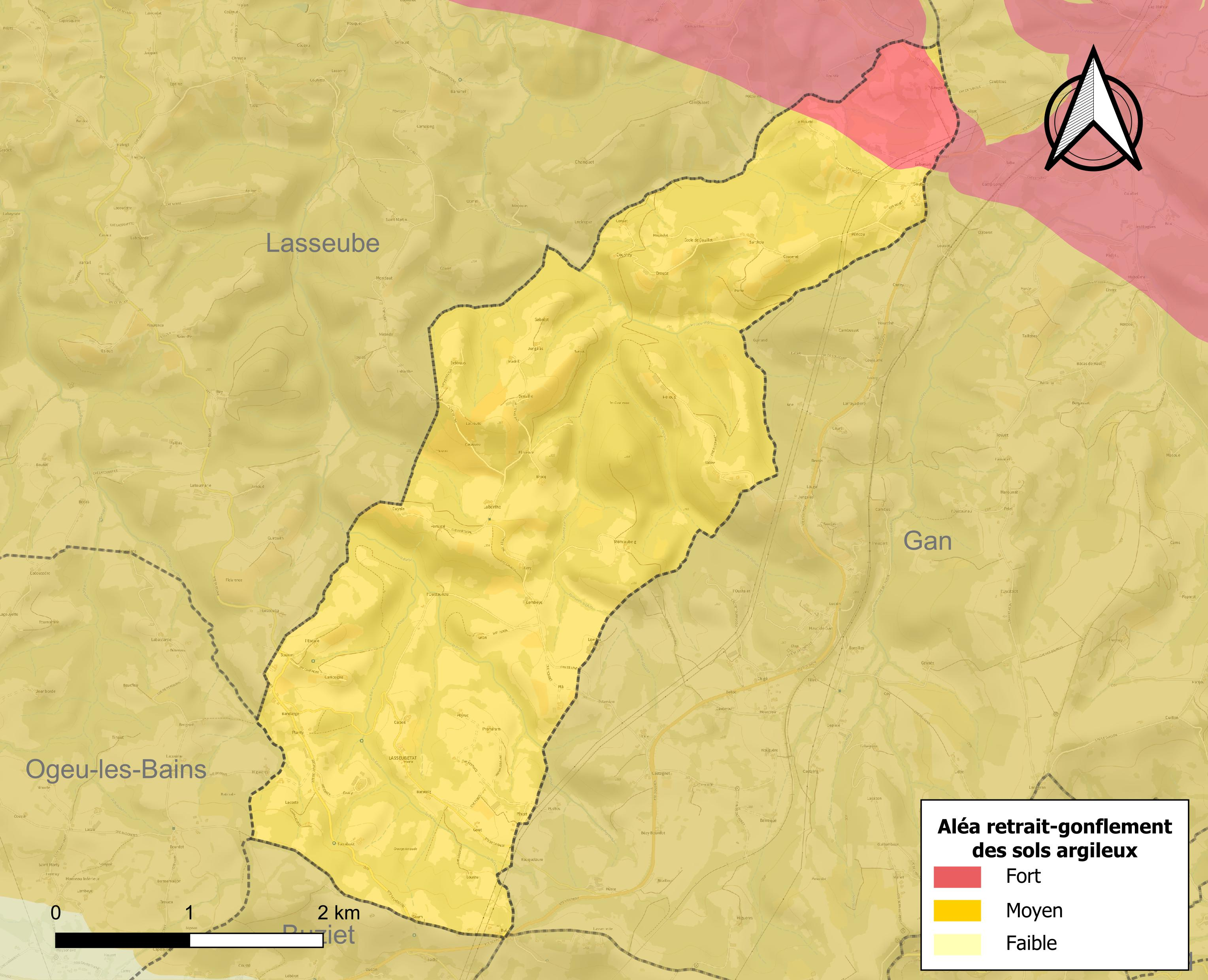
Carte des zones d'aléa retrait-gonflement des sols argileux de Lasseubetat.

Le retrait-gonflement des sols argileux est susceptible d'engendrer des dommages importants aux bâtiments en cas d’alternance de périodes de sécheresse et de pluie. La totalité de la commune est en aléa moyen ou fort (59 % au niveau départemental et 48,5 % au niveau national). Depuis le 1er octobre 2020, en application de la loi ELAN, différentes contraintes s'imposent aux vendeurs, maîtres d'ouvrages ou constructeurs de biens situés dans une zone classée en aléa moyen ou fort,.
La commune a été reconnue en état de catastrophe naturelle au titre des dommages causés par les inondations et coulées de boue survenues en 1982, 1983 et 2009.

## Toponymie
Le toponyme Lasseubetat apparaît sous les formes La Saubetat (1450, règlement de la Cour Majour de Béarn), Sanctus Martinus de Lasaubetat (1609, insinuations du diocèse d'Oloron), Lasseubétat (1863, dictionnaire topographique Béarn-Pays basque).
Son nom béarnais est La Sauvetat ou La Saubetat, qui signifie la sauveté, terre d'asile.

## Politique et administration
| Période | Période | Identité      | Étiquette | Qualité |
| ------- | ------- | ------------- | --------- | ------- |
| 1995    | 2001    | Francis Lorry |           |         |
| 2001    | 2008    | Francis Lorry |           |         |
| 2008    | 2014    | Aimé Soumet   |           |         |

### Intercommunalité
La commune fait partie de cinq structures intercommunales :
- la Communauté de communes du Haut Béarn ;
- le SIVOM du canton de Lasseube ;
- le syndicat AEP d'Ogeu-les-Bains ;
- le syndicat AEP de la région de Jurançon ;
- le syndicat d’énergie des Pyrénées-Atlantiques.

## Population et société

### Démographie
L'évolution du nombre d'habitants est connue à travers les recensements de la population effectués dans la commune depuis 1793. Pour les communes de moins de 10 000 habitants, une enquête de recensement portant sur toute la population est réalisée tous les cinq ans, les populations de référence des années intermédiaires étant quant à elles estimées par interpolation ou extrapolation. Pour la commune, le premier recensement exhaustif entrant dans le cadre du nouveau dispositif a été réalisé en 2007.

En 2022, la commune comptait 195 habitants, en évolution de −5,34 % par rapport à 2016 (Pyrénées-Atlantiques : +3,78 %, France hors Mayotte : +2,11 %).
| 1793 | 1800 | 1806 | 1821 | 1831 | 1836 | 1841 | 1846 | 1851 |
| ---- | ---- | ---- | ---- | ---- | ---- | ---- | ---- | ---- |
| 446  | 519  | 537  | 534  | 516  | 530  | 547  | 509  | 528  |

| 1856 | 1861 | 1866 | 1872 | 1876 | 1881 | 1886 | 1891 | 1896 |
| ---- | ---- | ---- | ---- | ---- | ---- | ---- | ---- | ---- |
| 510  | 434  | 443  | 442  | 438  | 464  | 417  | 404  | 403  |

| 1901 | 1906 | 1911 | 1921 | 1926 | 1931 | 1936 | 1946 | 1954 |
| ---- | ---- | ---- | ---- | ---- | ---- | ---- | ---- | ---- |
| 382  | 370  | 366  | 319  | 297  | 290  | 273  | 273  | 282  |

| 1962 | 1968 | 1975 | 1982 | 1990 | 1999 | 2006 | 2007 | 2012 |
| ---- | ---- | ---- | ---- | ---- | ---- | ---- | ---- | ---- |
| 231  | 203  | 193  | 175  | 187  | 174  | 175  | 175  | 197  |

| 2017 | 2022 | - | - | - | - | - | - | - |
| ---- | ---- | - | - | - | - | - | - | - |
| 207  | 195  | - | - | - | - | - | - | - |

## Économie
La commune fait partie des zones AOC du vignoble du Jurançon et du Béarn, ainsi que de celle de l'ossau-iraty. Son activité est essentiellement tournée vers l'agriculture.

## Culture locale et patrimoine

### Patrimoine religieux

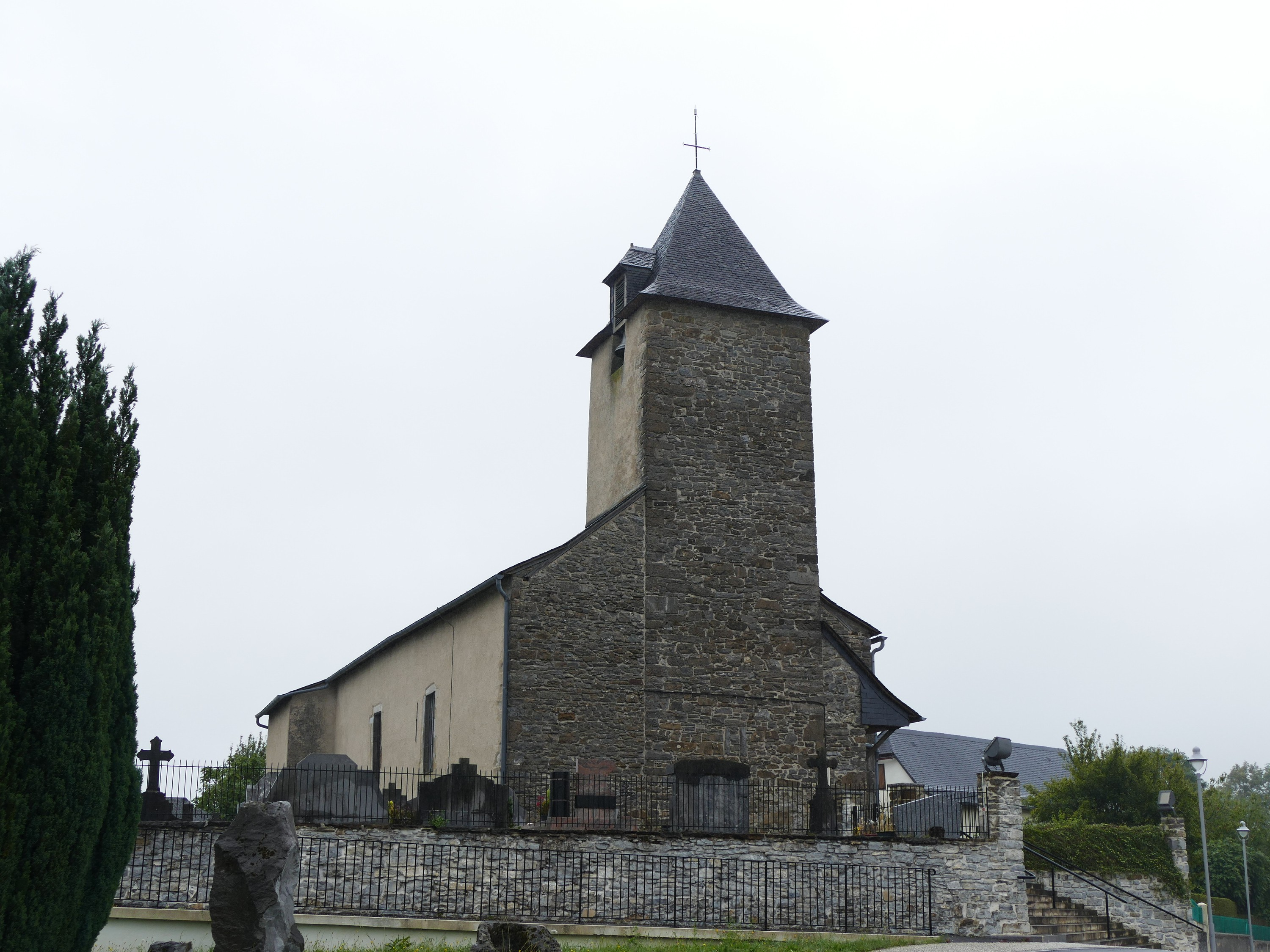
L'église Saint-Vincent de Lasseubetat.

La commune possède une église (église Saint-Vincent) qui date de la fin du XIXe siècle. Elle a été restaurée en 1902 et 1903 (ajout de verrières).